# Canewdon
Canewdon is een civil parish in het bestuurlijke gebied Rochford, in het Engelse graafschap Essex.

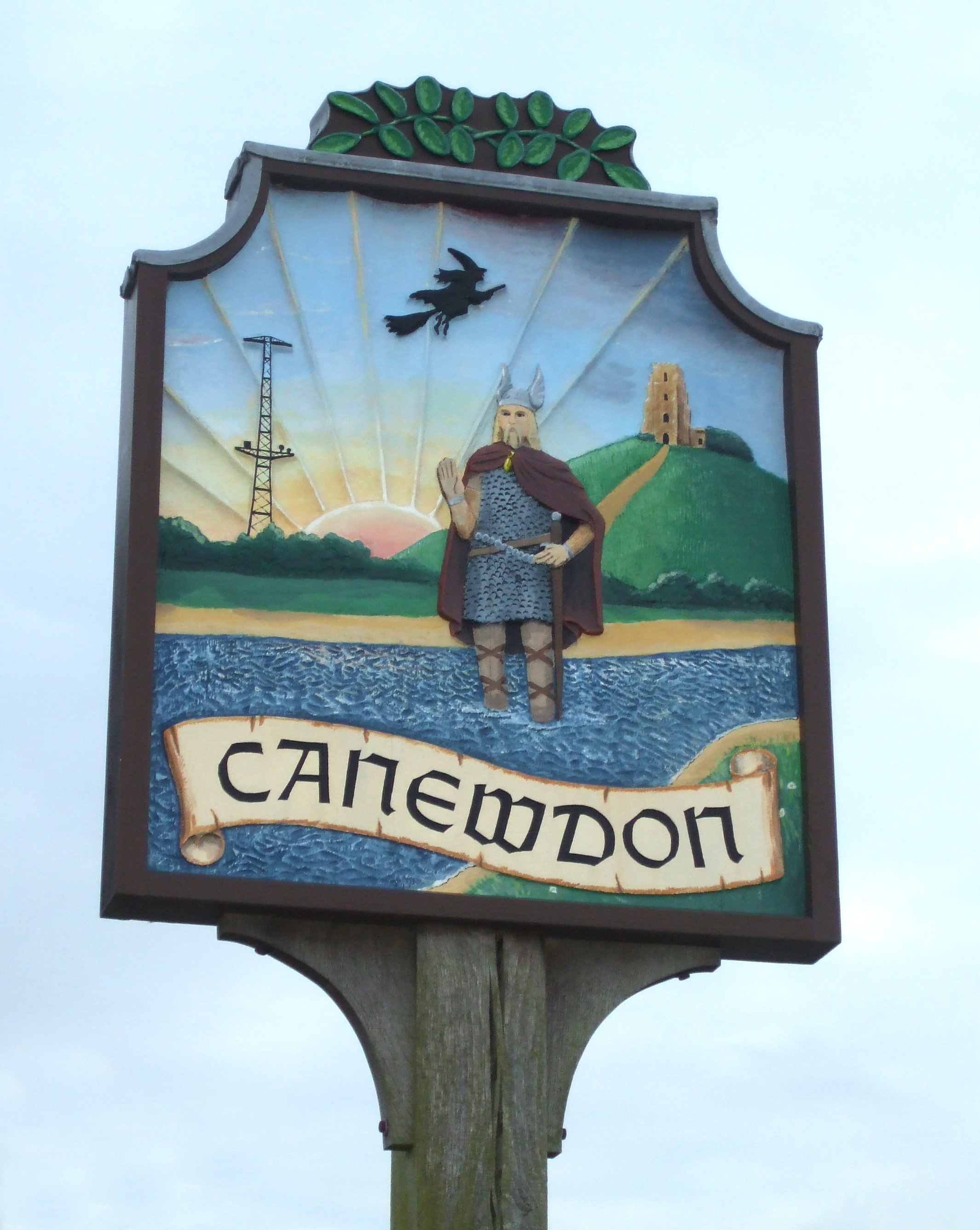
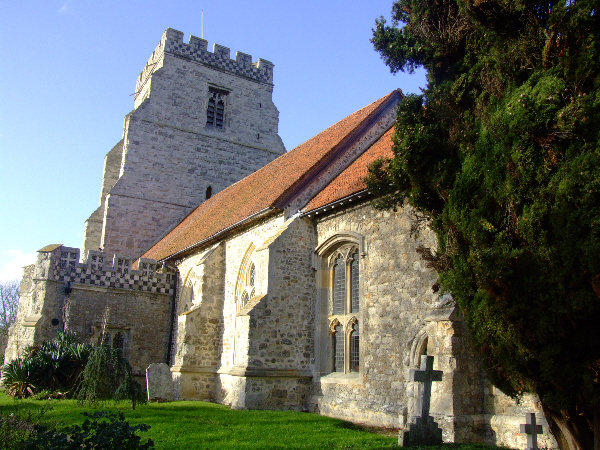
Parochiekerk van St Nicholas